# 宇宙図書館
『宇宙図書館』（うちゅうとしょかん）は、松任谷由実の38枚目のアルバム。2016年11月2日にユニバーサルミュージックから発売された。規格品番はUPCH-20431（Blu-ray+LP付属の豪華完全限定盤はUPCH-29229、DVD付属の初回限定盤はUPCH-29230）。

## 概要
前作『POP CLASSICO』から約3年ぶりのオリジナルアルバム。配信限定でリリースされ、映画『リトルプリンス 星の王子さまと私』の日本語版主題歌として使用されたシングル「気づかず過ぎた初恋」(Extra Winter Version)、映画『真田十勇士』の主題歌として使用された「残火」を収録。
通常盤と豪華完全限定盤（Blu-rayとLPが付属）、初回限定盤（DVDが付属）の3形態で発売された。LPが発売されたのは1989年の21枚目のアルバム『LOVE WARS』以来、27年ぶりである。
『そしてもう一度夢見るだろう』からミキシングを手掛けてきたアル・シュミットと『NO SIDE』から長年にわたってマスタリングを担当してきたバーニー・グランドマンの参加は最後となり、以降は本作で一部楽曲のエンジニアとして参加したGOH HOTODAがどちらも担当するようになった。

## チャート成績
- オリコン発売初週に5.7万枚を売り上げ、11月14日付のオリコン週間アルバムチャートでは初登場1位を記録。アルバムチャートで首位を記録したのは、ベストアルバム『日本の恋と、ユーミンと。』以来、3年11か月ぶり。オリジナルアルバムとしては、1997年に発売された『Cowgirl Dreamin'』以来、19年8か月ぶり通算23作目となった。また、62歳10か月での首位獲得は、女性アーティストの歴代最年長記録を更新した[3]。

## 収録曲

### CD
| 全作詞・作曲: YUMING、全編曲: 松任谷正隆（M-7を除く）、M-7: Dan Higgins。 |                                                                     |            |            |      |
| #                                                                         | タイトル                                                            | 作詞       | 作曲・編曲 | 時間 |
| 1.                                                                        | 「宇宙図書館 -The Space Library-」                                  | 松任谷由実 | 松任谷由実 | 4:04 |
| 2.                                                                        | 「残火 -Embers-」                                                   | 松任谷由実 | 松任谷由実 | 4:30 |
| 3.                                                                        | 「Sillage 〜シアージュ -Sillage (A Lingering Scent)-」              | 松任谷由実 | 松任谷由実 | 4:08 |
| 4.                                                                        | 「AVALON」                                                          | 松任谷由実 | 松任谷由実 | 4:55 |
| 5.                                                                        | 「あなたに会う旅 -A Journey To See You-」                           | 松任谷由実 | 松任谷由実 | 4:25 |
| 6.                                                                        | 「星になったふたり -Two Stars In The Sky-」                         | 松任谷由実 | 松任谷由実 | 4:19 |
| 7.                                                                        | 「月までひとっ飛び -Gravitated By The Moon-」                       | 松任谷由実 | 松任谷由実 | 3:39 |
| 8.                                                                        | 「Smile for me」                                                    | 松任谷由実 | 松任谷由実 | 4:37 |
| 9.                                                                        | 「私の心の中の地図 -Map In My Heart-」                              | 松任谷由実 | 松任谷由実 | 4:50 |
| 10.                                                                       | 「君 (と僕) のBIRTHDAY -Happy Birthday To You (And Me)-」           | 松任谷由実 | 松任谷由実 | 4:15 |
| 11.                                                                       | 「気づかず過ぎた初恋 -Unnoticed First Love-」(Extra Winter Version) | 松任谷由実 | 松任谷由実 | 4:17 |
| 12.                                                                       | 「GREY」                                                            | 松任谷由実 | 松任谷由実 | 3:48 |

### 楽曲解説
1. 宇宙図書館
  - タイトル曲。ミュージック・ビデオが制作され初回限定盤および豪華完全限定盤の特典DVD、Blu-rayに収録されている。
2. 残火
  - 映画『真田十勇士』主題歌。中村勘九郎、松坂桃李が出演。
3. Sillage 〜シアージュ
4. AVALON
  - 日本中央競馬会『a beautiful race』イメージソング
5. あなたに会う旅
ハウス食品『北海道シチュー』CMソング。松坂桃李が出演。
6. 星になったふたり
7. 月までひとっ飛び
  - 三菱UFJニコス『MUFGカード スマート』TV CMソング。阿部寛が出演。
8. Smile for me
  - フジテレビ系木曜劇場『Chef〜三ツ星の給食〜』主題歌。同ドラマ主演の天海祐希とのデュエットバージョン『Smile for me 松任谷由実 with 天海祐希』が挿入歌としてオン・エアされている。
9. 私の心の中の地図
  - 大和ハウスTV CMソング
10. 君 (と僕) のBIRTHDAY
  - ネイチャーラボ モイスト ダイアン ボタニカル リフレッシュ モイスト CMソング、宮崎あおいが出演。
11. 気づかず過ぎた初恋 (Extra Winter Version)
  - 映画『リトルプリンス 星の王子さまと私』日本語吹替版主題歌。
12. GREY
  - 1987年にプロデュースした小林麻美のアルバム『GREY』のタイトル曲をセルフカバー。

### Blu-ray（豪華完全限定盤）
1. ハイレゾ音源(アルバム全12曲・96kHz/24bit)
2. 宇宙図書館（Music Video）
3. 特典映像「Dialogue of Biblioteca Espacial」

### LP（豪華完全限定盤）
1. アナログレコード2枚組（各6曲 全12曲）※CDと同じ楽曲を収録

### DVD（初回限定盤）
1. 宇宙図書館（Music Video）

## ミュージシャン
- Drums : 河村”カースケ”智康 (#1, #2, #4) / VINNIE COLAIUTA (#7, #8, #9, #10)
- Bass : NEIL STUBENHAUS (#5, #7, #8, #9, #10) / 美久月千晴 (#1, #2, #4)
- Keyboards : 松任谷正隆 (#1, 2, 3, 4, 5, 6, 8, 9, 10, 11, 12)
- Guitars : DEAN PARKS (#5, #7, #8, #10) / 松任谷正隆 (#1, #2, #5, #8, #9, #11) / 鳥山雄司 (#2, #3, #4)
- Piano : MIKE LANG (#7)
- Percussion : 浜口茂外也 (#3, #4) / PETE KORPELA (#8, #9)
- Chorus：今井マサキ (#2, #10) / OTOTACHIBANA (#2) / ハルナ, KAZCO (#10)
- Strings on #3 : 阿部雅士ストリングス
  - Violins : 栄田嘉彦、桐山なぎさ、矢野晴子、藤家泉子、村田幸謙、三木希生子、黒木薫、押鐘貴之、入江茜、桑田穣
  - Violas : 渡部和夫、渡部安見子、高嶋麻由、村田晃歌
  - Cellos : 阿部雅士、伊藤修平
- Strings on #5, #7, #8, #9 : スージー片山ストリングス
  - Violins : CHARLIE BISHARAT、RUTH BRUEGGER、MARIO DE LEON、GERRY HILERA、SONGA LEE、ALYSSA PARK、SARA PARKINS、MICHELE RICHARDS、JOSEFINA VERGARA、NATALIE LEGGETT
  - Violas : ANDREW DUCKLES、MATT FUNES、LUKE MAURER、DARRIN MCCANN
  - Cellos : STEVE RICHARDS、JACOB BRAUN
  - Strings Conductor : DAVID CAMPBELL
- Saxophones : DAN HIGGINS、GREG HUCKINS、BILL LISTON、RUSTY HIGGINS、JOEL PESKIN (#7)
- Trumpets : WAYNE BERGERON、ROB SCHAER、DAN FORNERO、LARRY HALL (#7)
- Trombones : STEVE HOLTMAN、ANDY MARTIN、ALEX ILES、BILL REICHENBACH (#7)

- Mixed by GOH HOTODA (#1, #2, #3, #4, #6, #11, #12) / AL SCHMITT (#7, #8, #9, #10)
- Additional Productions : GOH HOTODA (#6)